# Skalný potok (dopływ Kopanickiego Potoku)
Skalný potok – potok, prawy dopływ Kopanickiego Potoku (Kopanický potok) w Niżnych Tatrach na Słowacji. Jest ciekiem 4 rzędu. Wypływa na wysokości około 1450 m na południowo-zachodnich zboczach szczytu Bartková (1790 m). Posiada jeden (prawy) dopływ spod przełęczy Ždiarske sedlo. Obydwa cieki łączą się z sobą na wysokości około 890 m. Od tego miejsca potok spływa w kierunku południowo-zachodnim i wkrótce uchodzi do Kopanickiego Potoku.
Cała zlewnia Skalnego Potoku znajduje się w obrębie miejscowości Pohorelá, w porośniętych lasem zboczach Niżnych Tatr, jedynie samo ujście znajduje się na granicy lasu i pól uprawnych miejscowości Pohorela, tuż obok ujścia Uplazowego Potoku (Uplazový potok).